# Mehanika tla
Mehanika tla, u užem smislu, izučava i opisuje tlo u prostoru na kojem ili unutar kojeg se gradi. S te je strane mehanika tla mlada znanost. Tu se koriste laboratorijske metode ispitivanja te terenske in-situ metode ispitivanja. Rezultati terenskih ispitivanja često daju točnije rezultate od laboratorijskih.
U mehanici tla proučavaju se osobine tla, tj. važne osobine prema kojima možemo tlo podijeliti te kako ga prema tome možemo iskoristiti (npr. kakvo je tlo povoljno kod gradnje objekata (v. Građevine), s kakvim tlom se izgrađuje brana itd.) U svakom slučaju, uspješno definiranje svojstva tla važnih za neki zahvat presudno je za dobro projektno rješenje i uspješan geotehnički zahvat.
Valja napomenuti da je otac mehanike tla prof. Karl von Terzaghi, koji se bavio proučavanjem tala, osobito nakon što mu je američka vlada donirala potrebnu opremu za takva istraživanja, a sve zbog planiranih letova u svemir. 
Također, valja jasno napraviti razliku između tla i stijene. Tlo je rahli površinski dio Zemljine kore. S druge strane, stijena je više konsolidirani materijal (pr. vapnenanc, dolomit, bazalt, gabro, lapor itd.), koji je nastao kristalizacijom iz magme (magmatske stijene), taloženjem iz vodenih otopina (sedimentne stijene) te metamorfozom već postojećih magmatskih i sedimentnih stijena pod utjecajem visokog tlaka i temperature (metamorfne stijene).
Iz ovoga proizlazi da tlo nastaje trošenjem stijena (svih vrsta) (v. postanak tla).

## Osnovne osobine tla
Tlo je anizotropno, heterogeno i nije linearno elastično. Tlo ima različite osobine od lokacije do lokacije što ovisi o strukturi i građi tla.
- struktura i građa tla ovise o:
  - uvjetima sedimentacije (slijeganja),
  - granulometrijskom sastavu,
  - minerološkom sastavu,
  - opterećenju nadslojem.

### Tlo kao trofazni sistem
Iz analize strukture tla vidljivo je da se ono sastoji od čestica različite krupnoće i međuprostora tj. pora. Pore u tlu mogu biti ispunjene vodom ili zrakom. Stoga iz tog razloga govorimo o trofaznom sistemu u tlu. Ako promotrimo jedinični obujam nekog zamišljenog tla, moguće je, teoretski, taj obujam podijeliti na: obujam čvrstih čestica i obujam šupljina ili pora. Obujam šupljina ili pora je opet moguće podijeliti na pore ispunjene vodom i pore ispunjene zrakom.

### Parametri tla
Parametre tla određuje gustoća. 
- Za promatran obujam tla možemo definirati: 
  - gustoću vlažnog uzorka {\displaystyle \ \rho ={\frac {m}{V}}},
  - gustoću suhog uzorka {\displaystyle \ \rho _{d}={\frac {m_{d}}{V}}},
  - gustoću čvrstih čestica {\displaystyle \ \rho _{c}={\frac {m_{d}}{V_{c}}}}.

Ostala je još relativna gustoća {\displaystyle \ D_{r}} koju definiramo preko razlike i omjera različitih koeficijenata pora za isti uzorak. Vlažnost tla {\displaystyle \ w} se određuje preko mase do sad spomenutih obujama{\displaystyle \ V_{i}} (v. sliku - trofazni sistem).
Gustoću i poroznost tla možemo definirati preko zamišljenih obujama tla odn.(trofaznog sistema). 
- Osnovne tri veze među obujmima:
  - apsolutni porozitet tla - porozitet - {\displaystyle \ n}

{\displaystyle \ n={\frac {V_{p}}{V}}100\%} - predstavlja omjer obujma pora i ukupnog obujma. Porozitet izražavamo u postocima.
- - relativni porozitet tla - koeficijent pora - {\displaystyle \ e}

{\displaystyle \ e={\frac {V_{p}}{V_{c}}}} - predstavlja omjer obujma pora i obujma čvrstih čestica. Koeficijent pora izražavamo u decimalnom broju. 
- - stupanj zasićenja tla vodom - {\displaystyle \ S_{r}}

{\displaystyle \ S_{r}={\frac {V_{v}}{V_{p}}}100\%} - predstavlja omjer obujma vode i obujma pora. Stupanj zasićenja izražavamo u postocima.

## Klasifikacija
U mješavini od koje se sastoji tlo sadržane su čestice različitih veličina. Dio čestica je vidljiv prostim okom dok je ostatak vidljiv uz određena povećanja optičkim uređajima (v. Elektronski mikroskop). Osobine tla ovise o udjelu pojedinih čestica u ukupnom obujmu tla. Pojedine grupe čestica mogu bitno utjecati na osobine tla. Pokazalo se da temeljem nekih osobina tlo možemo svrstati u pojedine grupe. Takvo svrstavanje je svrstavanje tla u tzv. klasifikacione grupe. Svrstavanje se vrši temeljem niza eksperimenata.
Zavisno o djelovanju kohezivnih sila među česticama tla, tlo možemo klasificirati na dvije osnovne klasifikacione grupe: koherentna tla (vezana) i nekoherentna tla (ne vezana). 

### Granulometrijska analiza
Rezultat granulometrijske analize je granulometrijski dijagram.

### Konzistentna stanja unutar Atterbergovih granica
Rezultat analize konzistentnih stanja je dijagram plastičnosti.

## Efektivna naprezanja σ'
Efektivna naprezanja su razlika između totalnih vertikalnih naprezanja i pornog tlaka - ef. nap.=tot.nap.-porni tlak.
Efektivna naprezanja su nemjerljiva izvedena veličina (za razliku od totalnih naprezanja i pornog tlaka) ali sve promjene u tlu kao što su kompresija, distorzija, čvrstoća, uzrokovane su samo promjenom efektivnih naprezanja!